# Mädesüß-Perlmuttfalter

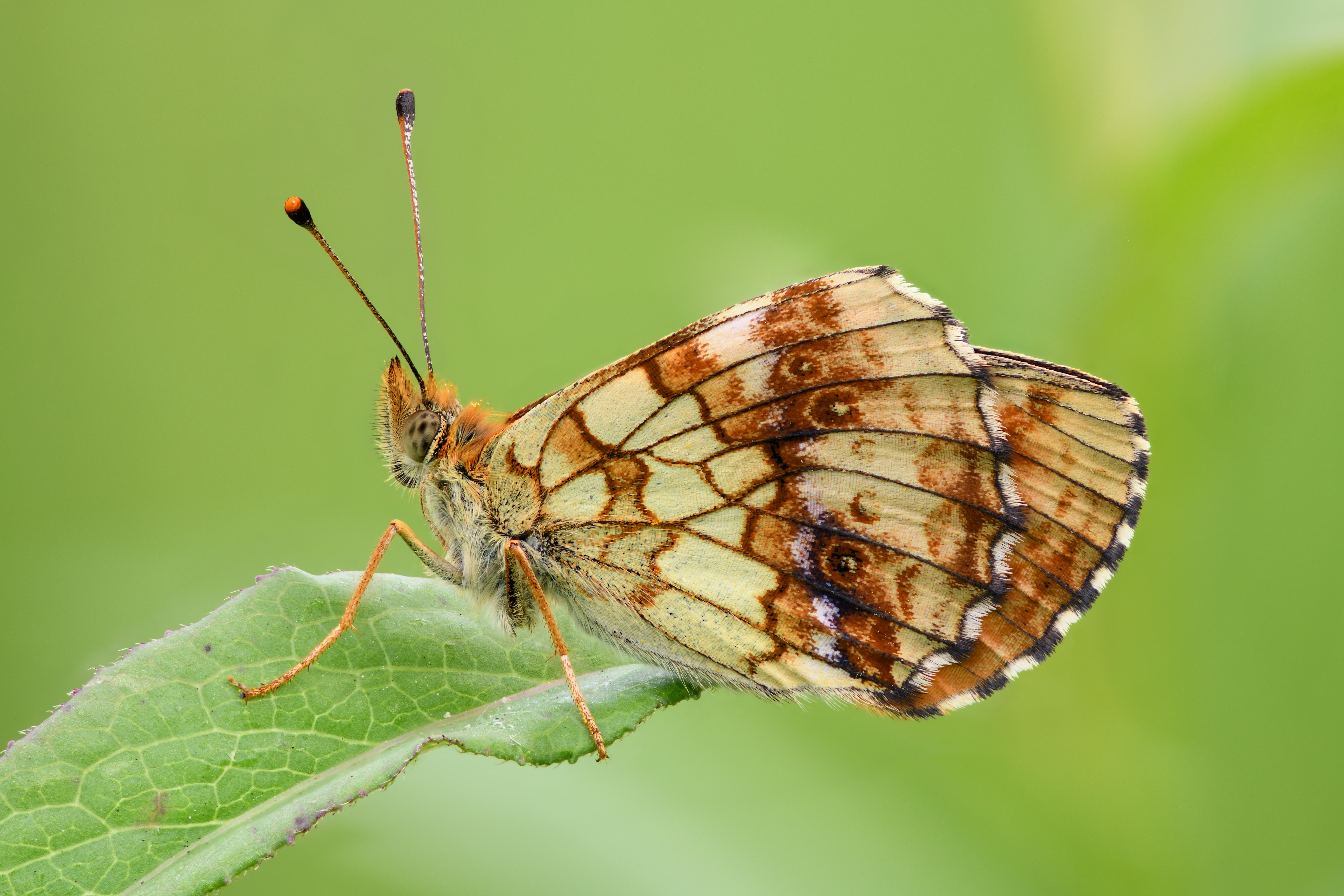
Unterseite

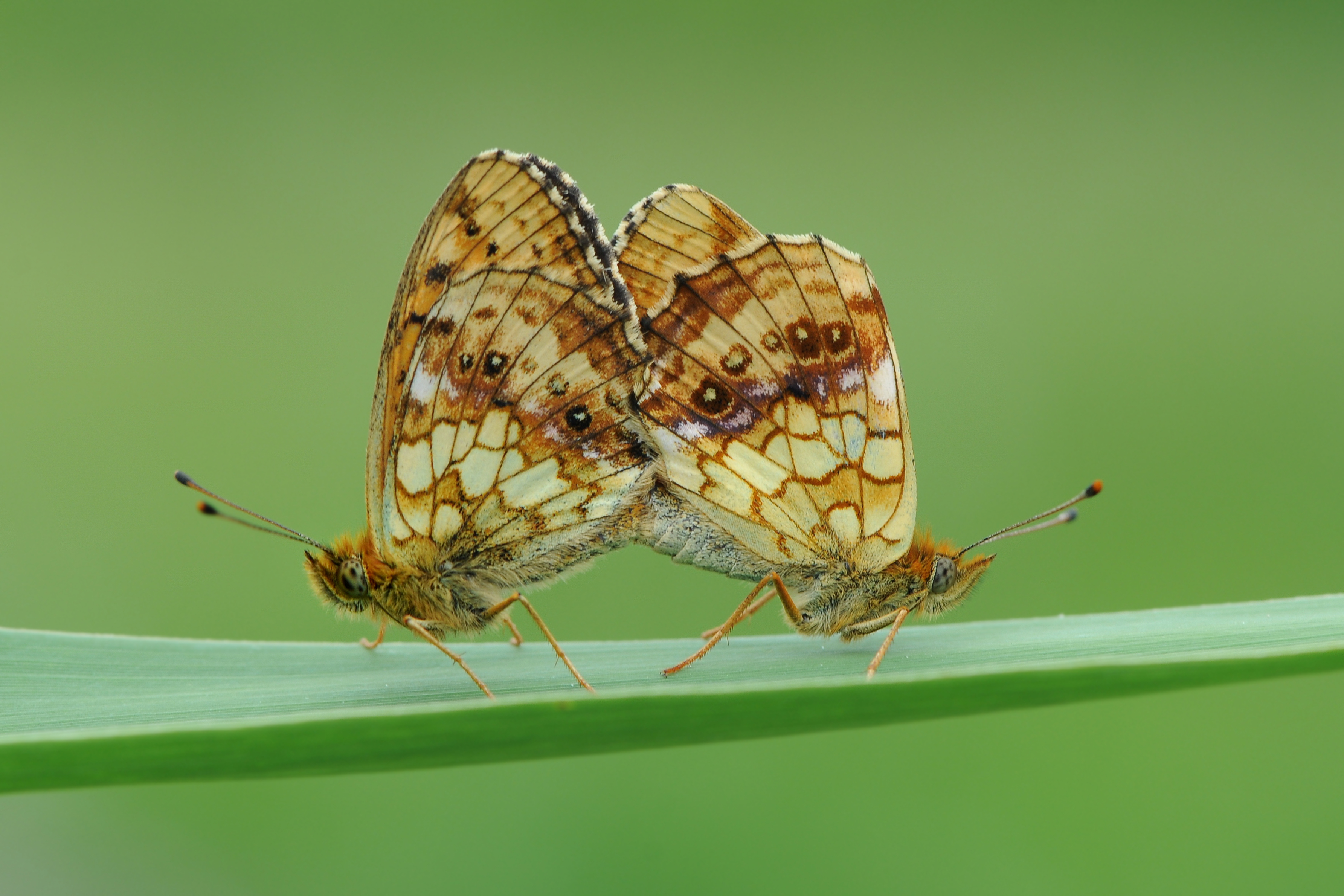
Brenthis ino bei der Paarung

Der Mädesüß-Perlmuttfalter oder Violetter Silberfalter (Brenthis ino) ist ein Schmetterling (Tagfalter) aus der Familie der Edelfalter (Nymphalidae). Das Artepitheton leitet sich von Ino, der Tochter des Kadmos aus der griechischen Mythologie ab.

## Merkmale
Die Falter erreichen eine Flügelspannweite von 32 bis 40 Millimetern. Die Flügeloberseiten sind gelborange und schwarz gemustert. Der Außenrand beider Flügelpaare ist schwarz mit einem feinen gestrichelten weißen Rand an den Kanten. Nach innen sind zwei schwarze Punktreihen parallel zum Außenrand angeordnet. Die weiter innen liegende hat etwas größere Flecken, die in manchen Bereichen fehlen. Die Flügelunterseite ist hellgelb und etwas braun gefärbt. Auf den Hinterflügeln findet sich kurz nach der Mitte eine braune Querbinde, in der ein stark verlaufener violett-weißer Streifen verläuft. Daneben sind mehrere schwarze Punkte mit weißen Einschlüssen enthalten. Von der Mitte bis zum Flügelansatz sind hellgelbe Felder mit braunen Linien umrandet. 
Die Raupen werden ca. 25 Millimeter lang. Sie sind weiß, grau und braun längsgestreift. Sie haben gelbe Dornen, deren Spitzen weiß sind.

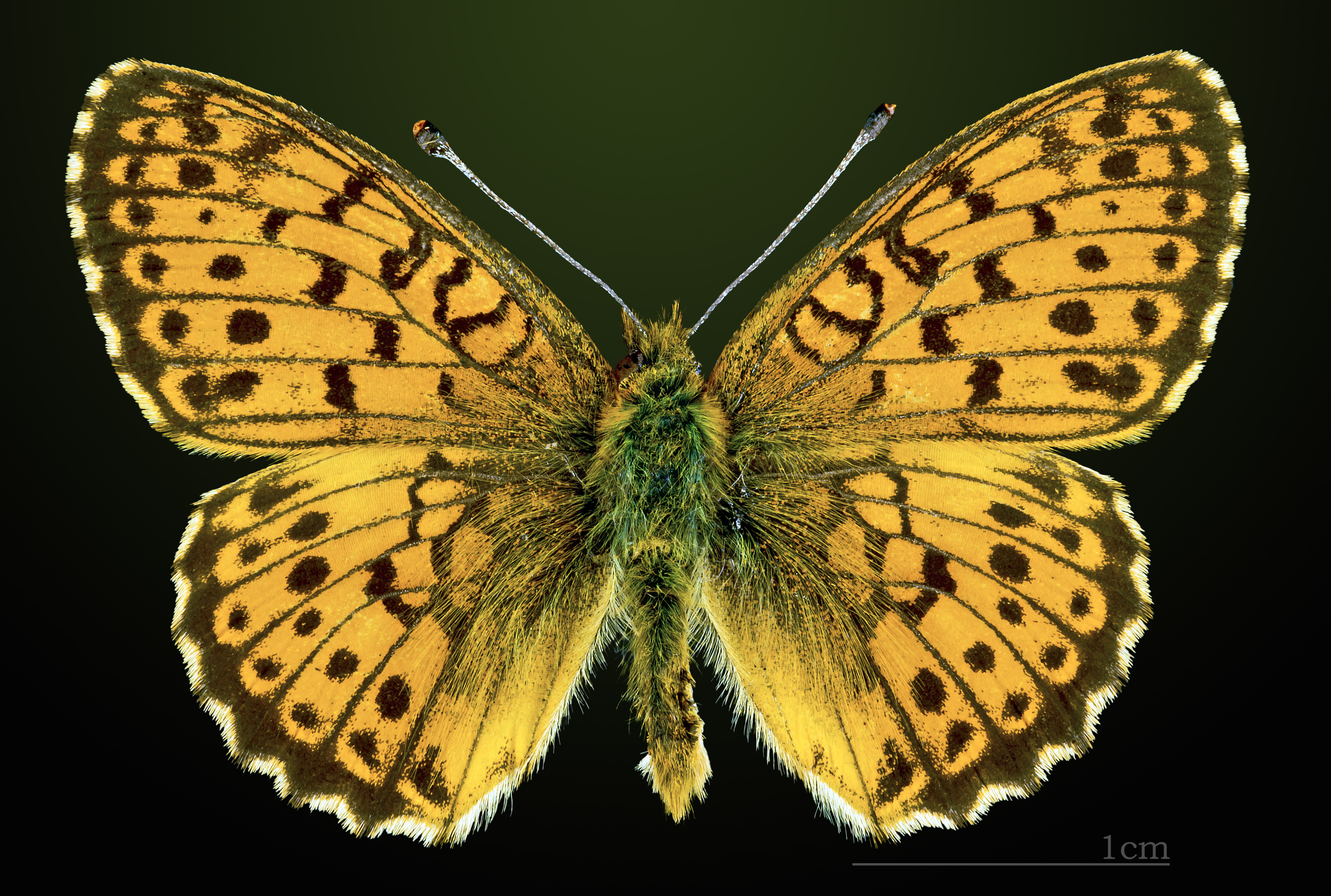
Dorsalansicht
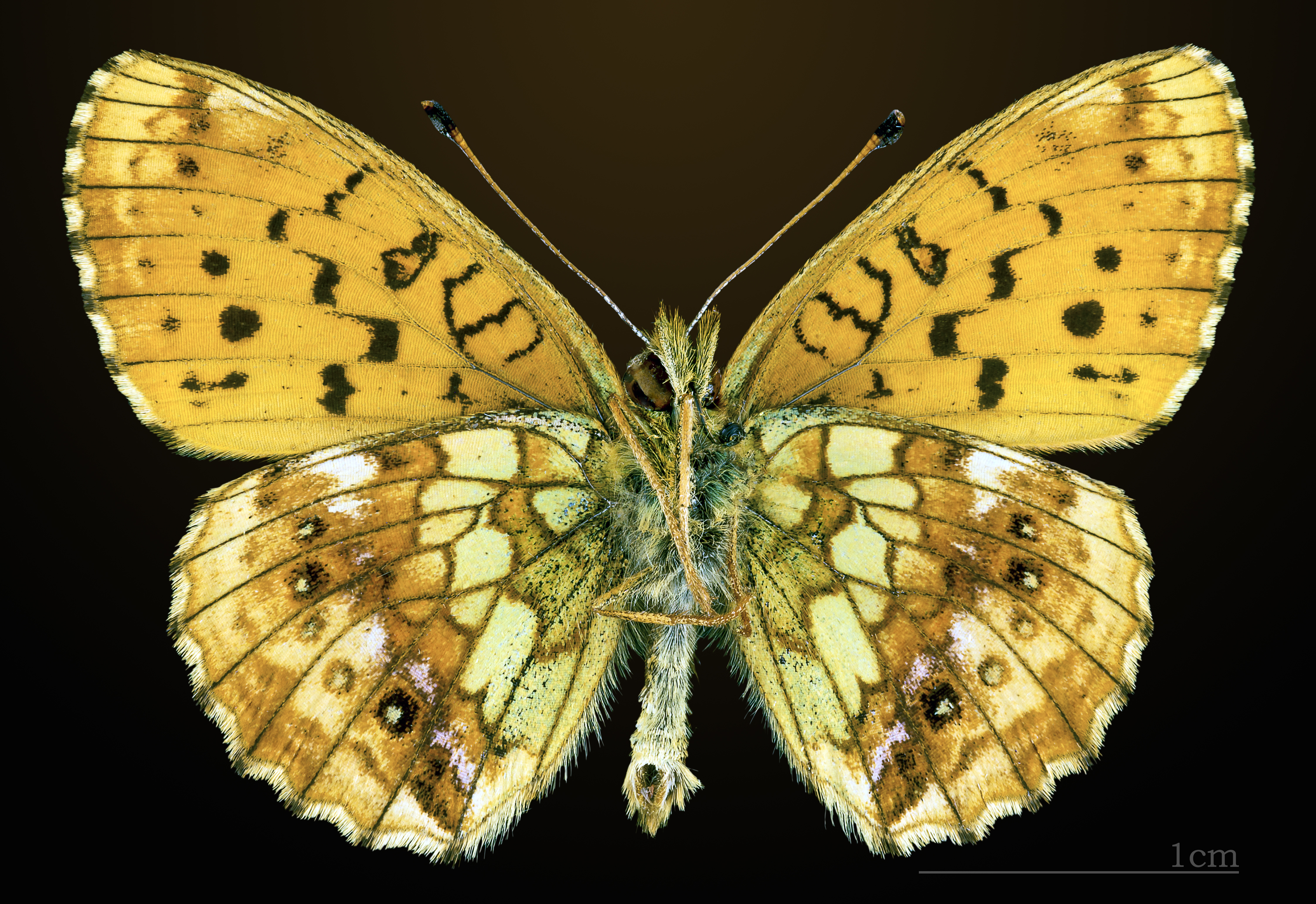
△ Ventralansicht

## Vorkommen
Sie sind in Mitteleuropa weit verbreitet, sind aber vielerorts durch den Rückgang ihrer Lebensräume selten geworden. Sie leben auf Feuchtwiesen und an feuchten Waldrändern, an denen ihre Fraßpflanzen wachsen, kommen selten aber auch auf Trockenrasen und anderen offenen und trockenen Flächen vor. 

### Flug- und Raupenzeiten
Der Mädesüß-Perlmuttfalter fliegt in einer Generation von Mitte Mai bis Mitte August. Die Raupen können von Mitte März bis Mai angetroffen werden.

## Lebensweise
Die Tiere fliegen in einer Generation pro Jahr und halten sich meist zum Fressen auf violetten Blüten wie Flockenblumen (Centaurea spec.) und Disteln (Carduus spec.) auf. 

### Nahrung der Raupen
Die Raupen ernähren sich von den Blättern des Echten Mädesüßes (Filipendula ulmaria) und gelegentlich auch von jenen des Großen Wiesenknopfes (Sanguisorba officialis). Wahrscheinlich fressen sie aber auch andere Rosengewächse. Ebert nennt als Raupennahrungspflanze auch das Fleischfarbene Knabenkraut (Dactylorhiza incarnata).

## Entwicklung
Die Weibchen legen ihre Eier einzeln auf die Blattunterseite der Futterpflanzen. Sie tun dies aber, indem sie sich auf die Oberseite setzen und durch ein Loch die Eier unten aufkleben. Es wurden auch Eiablagen an Pflanzen in der Nähe der Futterpflanzen beobachtet. Die Raupen schlüpfen im März des Folgejahres und entwickeln sich dann bis Mitte / Ende Mai. Die Stürzpuppen sind hellbraun und haben helle, metallisch glänzende Flecken.